# The Time Element

The Time Element est le sixième épisode de la série Westinghouse Desilu Playhouse. Il est proposé à CBS comme scénario en 1957 mais n'est diffusé que le 24 novembre 1958 aux États-Unis. À la suite du succès de cet épisode, Rod Serling crée la série La Quatrième Dimension.
Cet épisode, inédit en France, est présent en version originale sous-titrée en français dans le coffret de la saison 1 de La Quatrième Dimension, en bonus sur le sixième DVD.

## Synopsis
Un psychiatre, le docteur Gillespie (Martin Balsam), reçoit à New York le 4 octobre 1958 un patient du nom de Peter Jenson (William Bendix) qui lui confie avoir toujours le sentiment de se réveiller à Honolulu le 6 décembre 1941, veille de l'attaque de Pearl Harbor. Évidemment, le docteur ne le croit pas, car l'histoire se situe en 1958 et il est impossible de remonter le temps de dix-sept années en arrière. Pour cela, il évoque une théorie qui paraît simple : si une personne voyage dans le temps et qu'elle se fait renverser par un taxi, tout le cours de l'histoire pourrait être changé ! Naturellement, Jenson affirme que cela ne peut être un rêve étant donné qu'il se souvient de tout dans les moindres détails. Le bar où il se rend, le Andy's Place, était même un bar qu'il avait tenu autrefois. Son rêve s'arrête le matin de l'attaque sur Pearl Harbor lorsque des avions commencent à survoler sa chambre d'hôtel et qu'il crie « Je vous avais prévenus ! ». 
Pourtant, lors de la consultation, Jenson sombre dans le sommeil, mais cette fois son rêve se poursuit et il est tué par une balle tirée par un avion japonais. 
La scène suivante nous montre le cabinet du docteur Gillespie face à son divan qui est désormais déserté, Jenson ayant disparu. Le cendrier qui était rempli de mégots de cigarettes, les deux hommes ayant beaucoup fumé durant la consultation, est désormais vide. Consultant son agenda, le médecin voit écrit à la date du 4 octobre l'inscription « pas de patient aujourd'hui ». Il se rend ensuite au Andy's Place et voit le portrait de Jenson (qu'il semble reconnaître) accroché au mur et lorsqu'il demande au barman de qui il s'agit, ce dernier lui dit que c'est le précédent barman, Peter Jenson, qui a été tué à Pearl Harbor. 
L'épisode se clôt avec le présentateur de l'émission donnant une explication suivant une autre logique : le docteur Gillespie, un habitué du bar, a déjà vu la photo accrochée au mur précédemment et connait l'histoire de l'homme sur la photo. C'est donc le docteur qui a fait un mauvais rêve dans son cabinet de consultation. L'explication du présentateur permet une lecture à deux niveaux de cet épisode et c'est au téléspectateur de choisir laquelle est la plus séduisante pour lui.

## Fiche technique
- Réalisation : Allen Reisner
- Scénario : Rod Serling

## Distribution
- William Bendix : Peter Jenson
- Martin Balsan : Gillespie